# Nordenskjöld Peak
Nordenskjöld Peak är ett berg i Sydgeorgien och Sydsandwichöarna (Storbritannien). Det ligger i den nordvästra delen av Sydgeorgien och Sydsandwichöarna. Toppen på Nordenskjöld Peak är 2 354 meter över havet, eller 811 meter över den omgivande terrängen. Bredden vid basen är 6,9 km. Nordenskjöld Peak ingår i Allardyce Range.
Terrängen runt Nordenskjöld Peak är bergig västerut, men österut är den kuperad.  Trakten runt Nordenskjöld Peak är nära nog obefolkad, med mindre än två invånare per kvadratkilometer. Det finns inga samhällen i närheten. Trakten runt Nordenskjöld Peak består i huvudsak av gräsmarker.